# Minardi M198
Chronologie des modèles (1998)
Minardi M197 Minardi M01
La Minardi M198 est la monoplace de Formule 1 engagée par la Scuderia Minardi lors de la saison 1998 de Formule 1. Elle est pilotée par le Japonais Shinji Nakano, en provenance de Prost Grand Prix et l'Argentin Esteban Tuero dont c'est la première et unique participation dans la discipline. Le pilote essayeur est le Français Laurent Redon.

## Historique
Cette saison, la Scuderia Minardi opte pour un moteur Ford-Cosworth V10 plus puissant que les V8 utilisés les années précédentes. Malgré une monoplace plus puissante, les composants de la voiture n'ont pas évolué depuis plusieurs années et l'écurie ne peut donc se battre qu'avec les Arrows et les Tyrrell Racing en fond de grille. L'ingénieur autrichien Gustav Brunner, arrivé dans l'écurie en début d'année, décide de travailler uniquement sur la Minardi M01 qui sera engagée en 1999.
La Minardi M198 est cependant une voiture relativement peu fiable, les abandons étant principalement dus à des problèmes de moteur ou de boîte de vitesses. Esteban Tuero ne rallie l'arrivée qu'à quatre reprises sur seize engagements, sa meilleure performance étant une huitième place au Grand Prix de Saint-Marin. Shinji Nakano imite son coéquipier au Grand Prix de Belgique.
À la fin de la saison, la Scuderia Minardi termine dixième du championnat des constructeurs sans avoir marqué de point. Shinji Nakano et Esteban Tuero ne trouveront pas de baquet pour la saison prochaine et effectuent ainsi leur dernière saison en Formule 1.

## Résultats en championnat du monde de Formule 1
| Saison | Écurie                 | Moteur                       | Pneus       | Pilotes       | Courses | Courses | Courses | Courses | Courses | Courses | Courses | Courses | Courses | Courses | Courses | Courses | Courses | Courses | Courses | Courses | Points inscrits | Classement |
| Saison | Écurie                 | Moteur                       | Pneus       | Pilotes       | 1       | 2       | 3       | 4       | 5       | 6       | 7       | 8       | 9       | 10      | 11      | 12      | 13      | 14      | 15      | 16      | Points inscrits | Classement |
| ------ | ---------------------- | ---------------------------- | ----------- | ------------- | ------- | ------- | ------- | ------- | ------- | ------- | ------- | ------- | ------- | ------- | ------- | ------- | ------- | ------- | ------- | ------- | --------------- | ---------- |
| 1998   | Fondmetal Minardi Team | Ford-Cosworth JD Zetec-R V10 | Bridgestone |               | AUS     | BRÉ     | ARG     | SMR     | ESP     | MON     | CAN     | FRA     | GBR     | AUT     | ALL     | HON     | BEL     | ITA     | LUX     | JAP     | 0               | 10e        |
| 1998   | Fondmetal Minardi Team | Ford-Cosworth JD Zetec-R V10 | Bridgestone | Shinji Nakano | Abd     | Abd     | 13e     | Abd     | 14e     | 9e      | 7e      | 17e     | 8e      | 11e     | Abd     | 15e     | 8e      | Abd     | 15e     | Abd     | 0               | 10e        |
| 1998   | Fondmetal Minardi Team | Ford-Cosworth JD Zetec-R V10 | Bridgestone | Esteban Tuero | Abd     | Abd     | Abd     | 8e      | 15e     | Abd     | Abd     | Abd     | Abd     | Abd     | 16e     | Abd     | Abd     | 11e     | Abd     | Abd     | 0               | 10e        |

Légende : ici 